# Stara Majevica
Stara Majevica je planinski vrh na Majevici. Na nadmorskoj je visini od 750 metara.
Do nje se može doći asfaltnom cestom koja preko Doknja vodi ka Čeliću, najkraći put od Tuzle ka Čeliću. Predio obiluje prelijepim šumovitim karajolicima i nedirnutom prirodom i čistim zrakom. Brojne su pješačke staze. Na vrhu su objekti za odmor, dobru hranu i osvježenje. Tu je Lovački dom Stara Majevica i bungalovi. U blizini je spomenik preminulom austro-ugarskom vojniku imena Schnajder koji je nesretnim slučajem tu izgubio život nepoznate godine. godine 2014. spomenik je obnovljen na ostatcima temelja.
Zaštićena je prirodna baština ruralnog dijela općine Tuzle. Pod zaštitom je države. Zaštićena je kao zaštićeni krajobraz.